# یک شیطان منطق‌دان
یک شیطان منطق‌دان (به انگلیسی: A Logician Devil) یک تصویرسازی از لوسیفر اثر هنرمند سورئالیست اسپانیایی، سالوادور دالی است که با الهام از کمدی الهی اثر دانته آلیگیری میان سال‌های ۱۹۵۰ تا ۱۹۶۰ میلادی خلق شده‌است.